# Starokatolicyzm

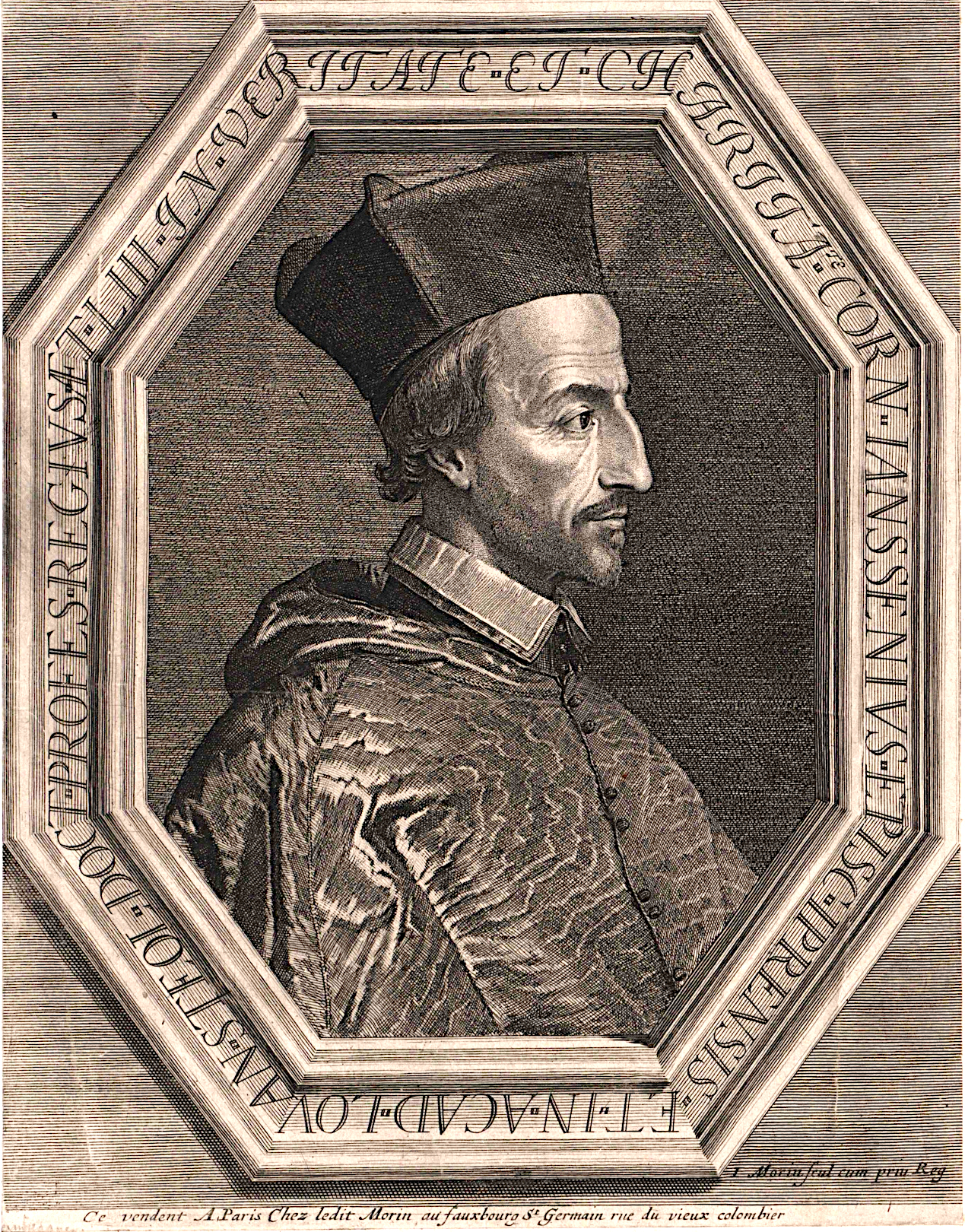
Korneliusz Jansen

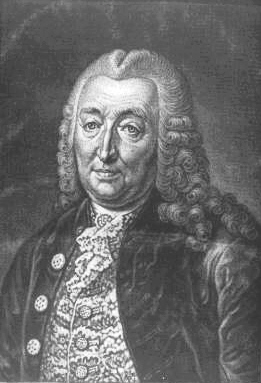
Piotr Józef Riegger

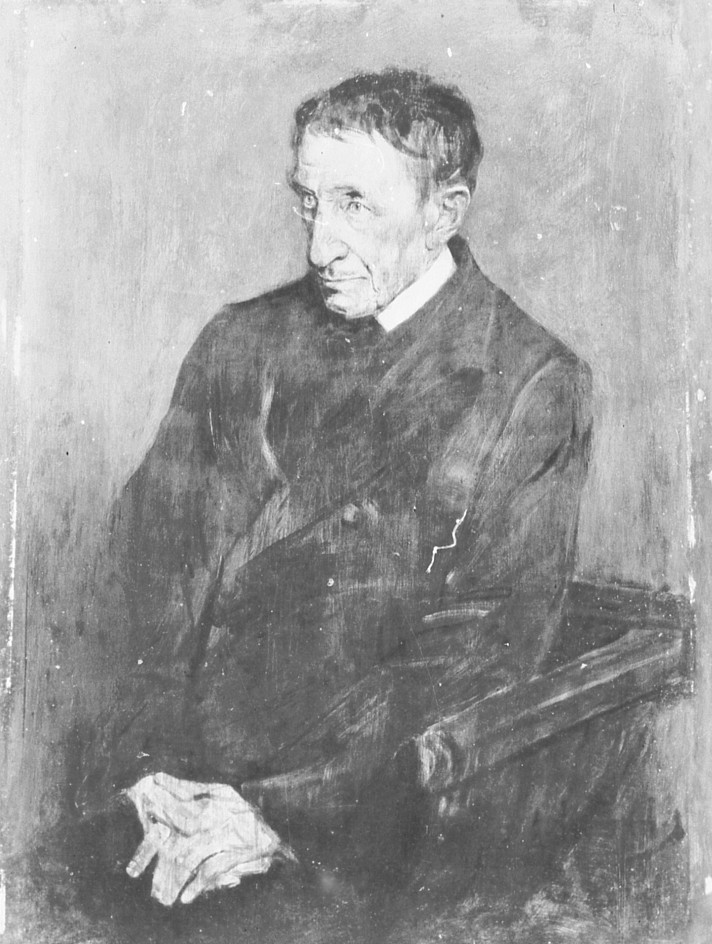
Johann Döllinger

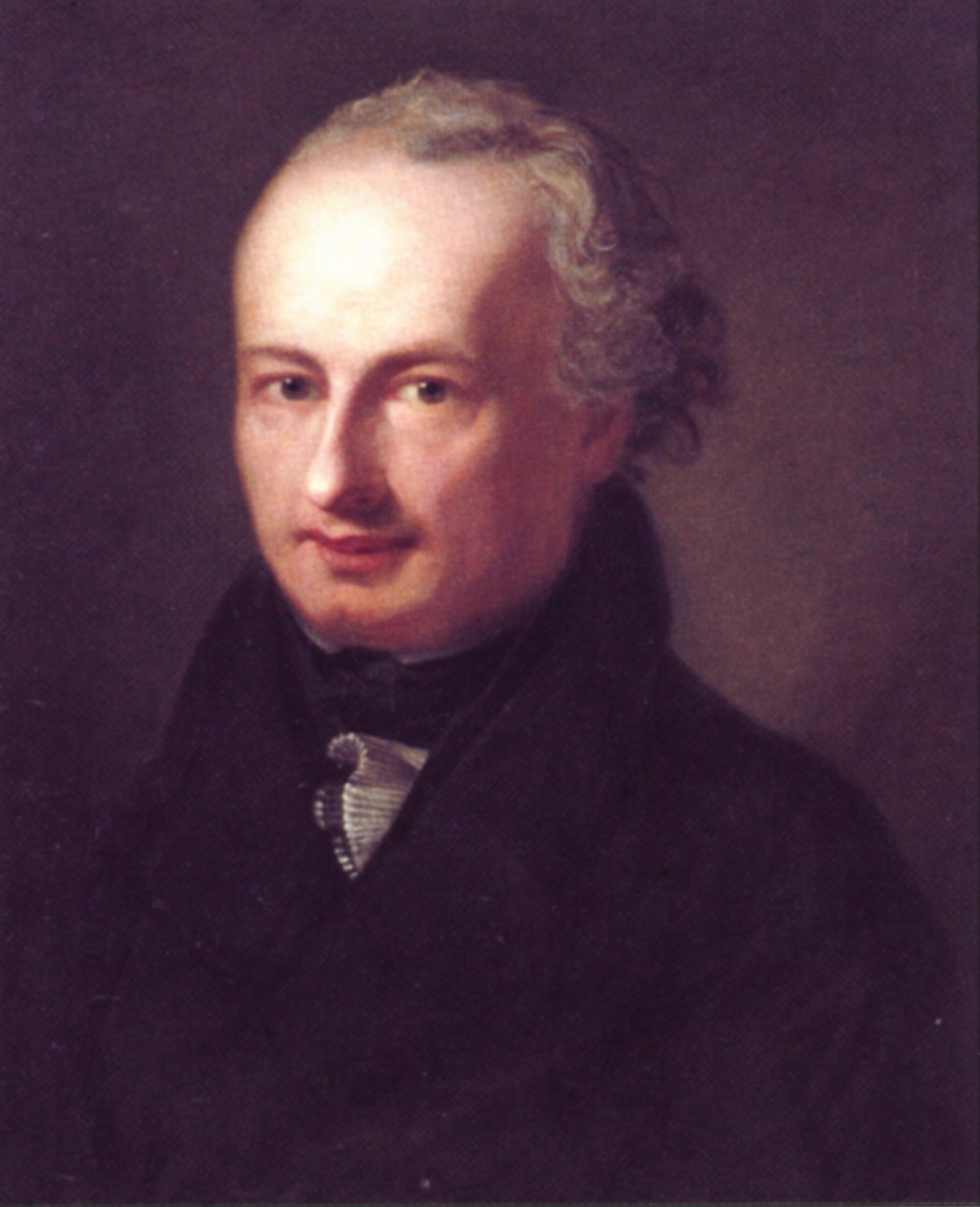
Ignacy von Wessenberg

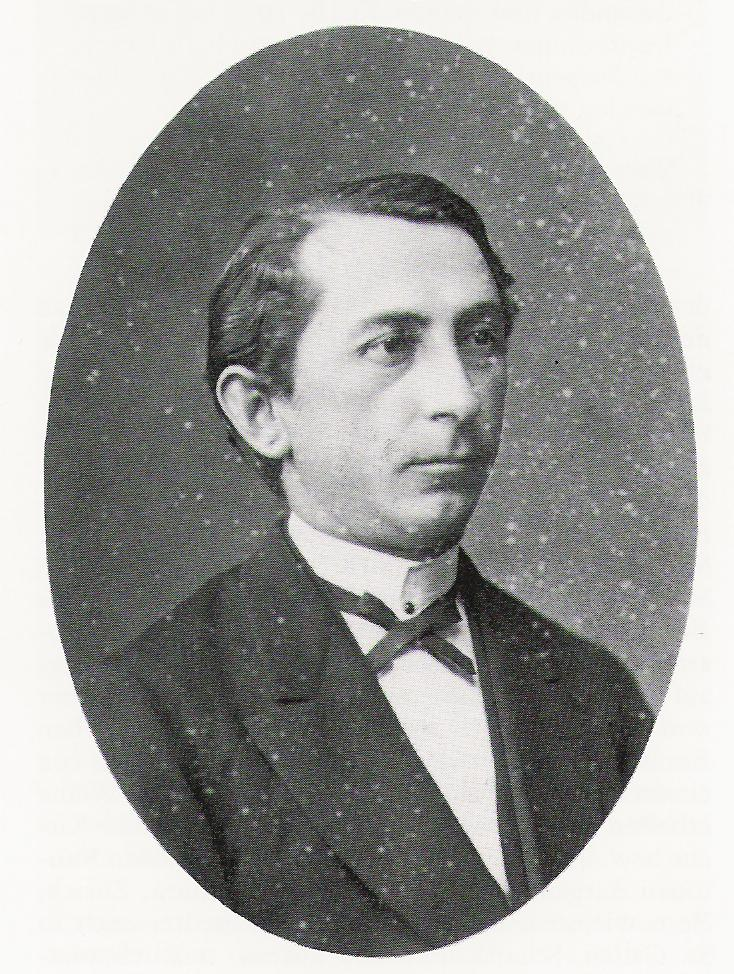
Eduard Herzog

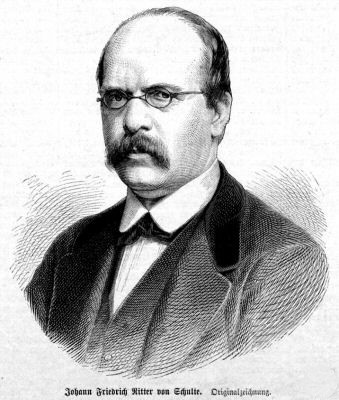
Fryderyk von Schulte

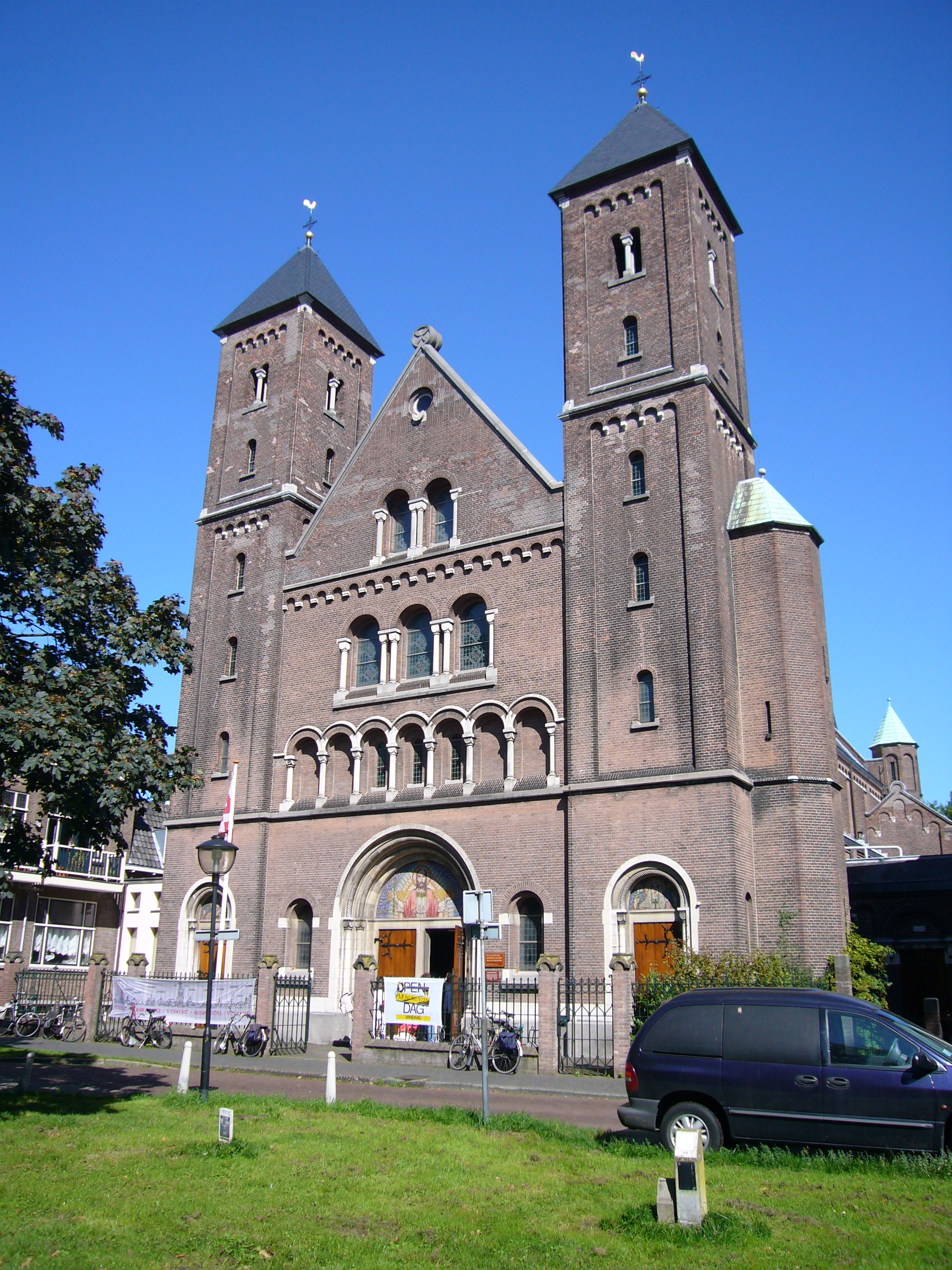
Archikatedra św. Gertrudy w Utrechcie

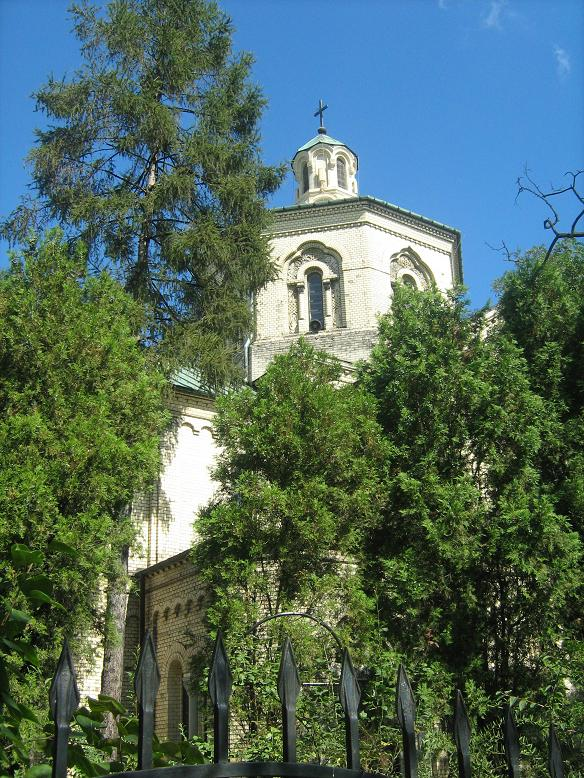
Katedra Świętego Ducha w Warszawie

Starokatolicyzm – nurt katolicyzmu, powstały w 1870 roku w wyniku sprzeciwu części Kościoła rzymskokatolickiego wobec ogłoszenia przez sobór watykański I dogmatu o nieomylności i prymacie papieża.

## Historia

### Kościół utrechcki
Cztery przyczyny sprawiły, że biskupstwo Utrechtu stało się niezależne: konkordat wormacki, sobór laterański I, sobór laterański IV i ustępstwa Leona X. W XII wieku, nastąpił spór o inwestyturę, podczas którego cesarz rzymski i papież toczyli walkę o prawo do wybierania biskupów. W 1122 został podpisany konkordat wormacki pomiędzy cesarzem Henrykiem V i papieżem Kalikstem II, kończący spór o inwestyturę. W myśl ugody cesarz zrzekł się prawa do mianowania biskupów. Konkordat został zatwierdzony przez sobór laterański I w 1123.
Sobór laterański IV w 1215 przeforsował prawo wszystkich katedr do wybierania swoich biskupów. Filip Burgundzki, 57. biskup Utrechtu (1517–1524), 
za pośrednictwem więzów rodzinnych z cesarzem rzymskim, Karolem V, mógł liczyć na liczne ustępstwa od papieża Leona X, który dał mu i jego następcom szeroką autonomię. Był to początek coraz większej niezależności diecezji utrechckiej.

### Geneza
Ruch starokatolicki rozwinął się na bazie ruchów narodowo-kościelnych przejawiających swoją aktywność już od XV wieku. Początkowo starokatolicyzm miał charakter prawno-kościelny i miał być bezpośrednią kontynuacją nowotestamentowego ustroju gminnego, przedstawionego przede wszystkim w Dziejach Apostolskich oraz w Listach Pasterskich, a umocnił się on powszechnie pod koniec II wieku – najpierw na Wschodzie, a następnie na Zachodzie.
Zwolennicy nowotestamentowego ustroju gmin chrześcijańskich począwszy od średniowiecza aż do czasów najnowszych, przeciwstawiali się kurialnemu papizmowi, osiągającemu swój szczyt w XIV wieku. Połączyli się oni w kilka nieformalnych grup, o różnych poglądach, jak:
- koncyliaryzm (Niemcy)
- gallikanizm (Francja)
- jansenizm (Francja)
- Kościół utrechcki (Holandia)
- febronianizm (Niemcy)
- józefinizm (Austro-Węgry)
- reforma Ignacego von Wessenberga (Niemcy)
- liberalna nauka katolicka

Odpowiedzią katolików na wszystkie te ruchy miał stać się sobór watykański I. Sobór uchwalił konstytucję apostolską Pastor aeternus, która zawiera wypowiedź doktrynalną: Romani Pontificis definitiones esse ex sese irreformabiles, non autem ex consensu Ecclesiae (definicje Papieża Rzymskiego są same z siebie niezmienne, a nie wynika to ze zgody Kościoła). To zdanie oraz dogmat o nieomylności papieża w sprawach wiary i moralności kształtują dziś w znacznej mierze stosunki w Kościele katolickim. Obok dogmatu o nieomylności ważnym wkładem soboru była konstytucja Dei Filius, która przeciwstawiała panteizmowi, materializmowi i racjonalizmowi naukę opartą na Objawieniu.
Starokatolicy obawiali się, że nowe tezy papieskie uniemożliwiają przyszłe zjednoczenie Kościołów chrześcijańskich. Zamiast jednoczyć Kościół, te dogmaty je dzieliły, choć w oczach ojców soborowych były postrzegane jako fundament umożliwiający jedność wiary. Rozpoczęła się nowa forma starokatolickiego protestu. Skierowany był on przeciwko niezgodności z historią obu dekretów watykańskich, przeciwko podjętej w nich błędnej nauce o istocie samego Kościoła oraz przeciwko ich działaniu zmierzającemu do rozbicia Kościoła. Protest ten nie miał być w oczach starokatolików buntem, ale świadectwem prawdy. Walka, jaka rozgorzała wokół protestu, nadała społeczności starokatolickiej, jak sami twierdzili, potrójne posłannictwo:
- walka o wolność sumienia i wiary stawała się walką o wolność i swobodę posłuszeństwa dla Słowa i Woli Pana, o których świadczą Pismo św. i pierwotna Tradycja
- wierność wierze i porządkowi starego i Jednego Kościoła w wyznaniu wiary, urzędach i nabożeństwie, przy coraz bardziej zdecydowanym ponownym przyjęciu pierwotnego, kościelnego rozumienia gminy
- dążenie do ekumenii, gotowość do ponownego zjednoczenia oddzielonych od siebie Kościołów chrześcijańskich na gruncie starego Kościoła

Te trzy siły właśnie zdecydowały o przekształceniu ruchu starokatolickiego w Kościół. Starokatolicy zorganizowali serię konferencji organizatorskich i teologicznych:
- kongres katolików w Monachium (22 września 1871 – 24 września 1871)
- kongres starokatolików w Kolonii (20 września 1872 – 22 września 1872)
- kongres starokatolików w Konstancji (12 września 1872 – 15 września 1873)

Zgodnie z zasadami opracowanymi i przyjętymi na kongresach w Monachium, Kolonii i Konstancji, ukonstytuował się Kościół Starokatolicki w Niemczech, a z pewnymi odchyleniami, uzasadnionymi tradycją i warunkami miejscowymi, także Kościoły starokatolickie w Szwajcarii i w Austrii.
Samodzielne krajowe Kościoły starokatolickie istnieją dziś w 7 państwach: Holandii, Niemczech, Szwajcarii, Austrii, Polsce, Chorwacji, Czechach. Należy jednak rozróżnić trzy grupy Kościołów starokatolickich:
- I fala starokatolicyzmu – Kościół Utrechtu, który ma własną, niemal 250-letnią historię i tradycję; dzięki swemu wiernemu obstawaniu przy tradycyjnych podstawach wiary i ustroju zachodniego Kościoła katolickiego, stał się on „Kościołem macierzystym” dla powstałych później Kościołów starokatolickich

- II fala starokatolicyzmu – Kościoły starokatolickie, które powstały bezpośrednio z walki przeciwko nowym prawdom wiary Soboru Watykańskiego z 1870 roku: Kościoły Niemiec, Szwajcarii, Austrii, które czasowo pozostawały pod silnym wpływem idei liberalno-oświeceniowych, ale potem coraz bardziej świadomie kierowały się w stronę podstaw wiary Kościoła starokatolickiego

- III fala starokatolicyzmu – Kościoły starokatolickie powstałe na przełomie XIX i XX wieku oraz po pierwszej wojnie światowej Kościoły Ameryki i Europy wschodniej, które swoje powstanie niejednokrotnie zawdzięczają powodom narodowym, ale uznawały starokatolickie zasady wiary, chociaż w szczegółach często jeszcze obstawały przy specyficznie rzymskokatolickich formach liturgicznych i pobożności

Po skonsolidowaniu się Kościołów starokatolickich Niemiec, Szwajcarii i Austrii, starokatolicy uznali, że nadszedł moment, by istniejącą już w zasadzie między nimi kościelną wspólnotę umocnić układem formalnym. Stało się to w wyniku konwencji, zawartej przez biskupów Holandii, Niemiec i Szwajcarii w Utrechcie, w dniach 23–25 września 1889 roku, do której jeszcze w tym samym roku przystąpił administrator diecezji Kościoła Austrii. Później dołączyły do niej Kościoły Czechosłowacji, Chorwacji, Ameryki Północnej oraz Starokatolicki Kościół Mariawitów, Polski Narodowy Kościół Katolicki i Kościół Polskokatolicki w Polsce. Większość z nich tworzy razem Kościoły Unii Utrechckiej, niektóre opuściły Unię lub zostały z niej wykluczone. Niektóre Kościoły starokatolickie, są stowarzyszone lub powiązane w różny sposób z Unią Utrechcką Kościołów Starokatolickich, np. Niezależny Kościół Filipiński, Kościół Mar Thoma i inne.
Unia Utrechcka nie jest wspólnotą prawną i nie ma żadnych pełnomocnictw jurysdykcyjnych, lecz jest swobodnym związkiem samodzielnych starokatolickich Kościołów krajowych, uznających te same podstawy wiary, te same porządki ustrojowe i liturgiczne. Sama konwencja obejmuje trzy następujące części:
- Umowa, w której biskupi oświadczają, że reprezentowane i kierowane przez nich Kościoły pozostają między sobą w pełnej wspólnocie kościelnej. Organem utrzymującym tę wspólnotę jest „Międzynarodowa Konferencja Biskupów Starokatolickich”. Jej członkowie zobowiązują się do tego, że będą wymieniać urzędowe rozporządzenia, listy pasterskie, księgi liturgiczne itp., a także że nie będą zaciągać żadnych zobowiązań w stosunku do innych Kościołów bez uprzedniej wspólnej narady i uchwały. W szczególności nie można udzielać sakry biskupiej członkom innych Kościołów, bez zgody Konferencji.
- Regulamin, który m.in. ustala, że przewodniczącym Konferencji Biskupów jest arcybiskup Utrechtu, sekretarzem – biskup Chrześcijańskokatolickiego Kościoła Szwajcarii i że konferencja ma się zbierać co dwa lata.
- Orędzie do ludu katolickiego, rozpoczynające się od następujących zasadniczych stwierdzeń:

Uważamy za wskazane, aby podczas tego pierwszego spotkania ująć zwięźle we wspólnym oświadczeniu podstawowe zasady kościelne, według których pełniliśmy nasz urząd biskupi dotychczas i pełnić go będziemy w przyszłości, a które przy różnych okazjach głosiliśmy niejednokrotnie w odrębnych deklaracjach (...) Zachowujemy starokościelną zasadę wypowiedzianą przez św. Wincentego z Lerynu w zdaniu: Id teneamus, quod ubique, quod semper, quod ab omnibus creditum est; hoc est etenim vere proprieque catholicum (Trzymamy się tego, co wszędzie, co zawsze, co przez wszystkich było wyznawane, to jest bowiem prawdziwie i rzeczywiście katolickie).
- IV fala starokatolicyzmu – wspomnieć należy też o tzw. czwartej fali starokatolicyzmu, która powstała w II połowie XX wieku, zwłaszcza w USA, pod wpływem Soboru Watykańskiego II; sobór spowodował, że część duchownych i świeckich z Kościołów protestanckich, zaczęła bliżej interesować się starożytnym Kościołem katolickim –doprowadziło to do wielu konwersji na prawosławie, rzymski katolicyzm oraz do powstania wielu nowych Kościołów odwołujących się do tradycji starokatolickiej; jedną z największych wspólnot IV fali starokatolicyzmu jest Ekumeniczna Wspólnota Katolicka; kościoły IV fali nie należą do Unii Utrechckiej Kościołów starokatolickich

## Współczesność

### Unia Utrechcka Kościołów Starokatolickich
Największe Kościoły starokatolickie są zrzeszone w Unii Utrechckiej. Od 1931 roku istnieje pomiędzy Kościołami Starokatolickimi Unii Utrechckiej a Kościołami Anglikańskimi pełna interkomunia wyrażająca się w obustronnym uznaniu ważności święceń kapłańskich (diakonatu, prezbiteratu i episkopatu) oraz wspólnej celebracji liturgii. Dokumentem statuującym Unię Utrechcką jest „Konwencja Utrechcka”, w skład której pierwotnie wchodziły „Deklaracja utrechcka”, „Umowa” i „Regulamin”. „Deklaracja utrechcka” zawiera podstawy dogmatyki starokatolickiej, wspólnej dla wszystkich Kościołów członkowskich. Jest to dokument fundamentalny dla całego starokatolicyzmu, do dziś niezmieniony. „Umowa” stanowiła wspólne oświadczenie biskupów o pełni wspólnoty kościelnej między ich Kościołami, zaś „Regulamin” zajmował się techniczną stroną funkcjonowania wspólnoty starokatolickiej. Oba te dokumenty zostały na Konferencji we Wrocławiu 25 maja 2000 roku zastąpione przez „Statut Biskupów Starokatolickich Zjednoczonych w Unii Utrechckiej”. Najwyższym organem łączącym Kościoły starokatolickie Unii Utrechckiej jest Międzynarodowa Konferencja Biskupów Starokatolickich, której przewodniczy obecnie arcybiskup Utrechtu Bernd Wallet.

### Światowa Rada Narodowych Kościołów Katolickich
Światowa Rada Narodowych Kościołów Katolickich (WCNCC) jest formą federacji organizacji kościelnych, które wyznają katolickie prawdy wiary oparte na siedmiu pierwszych Soborach Chrześcijańskich. W swojej liturgii posługują się językiem narodowym, a w realizacji misji podkreślają w sposób charakterystyczny powiązanie z kulturą narodową. Członkowie WCNCC sprzeciwiają się kapłaństwu kobiet w kościele, czy udzielaniu błogosławieństw dla par homoseksualnych – ich zdaniem Światowa Rada Narodowych Kościołów Katolickich, staje się więc alternatywą dla Unii Utrechckiej Kościołów Starokatolickich. Wierni zrzeszeni w kościołach WCNCC najwyższą cześć oddają Bogu, wyznają wiarę w realną obecność ciała i krwi pańskiej w Eucharystii, zaś komunia jest udzielana pod dwiema postaciami: chleba i wina. Kościoły narodowokatolickie nie uznają nieomylności i władzy papieży.
Głową WCNCC jest prymas Kościoła Starokatolickiego w Portugalii, sekretariat zaś znajduje się w Nitrze (Słowacja), a za jego prowadzenie odpowiedzialny jest z urzędu Arcybiskup Kościoła Starokatolickiego na Słowacji. W sekretariacie wydzielone są następujące sekcje: liturgiczna, teologiczna, ekumeniczna, misyjna i kanoniczna. Najważniejszym ciałem Rady Kościołów jest Konferencja WCNCC. Członkami takich spotkań są zwierzchnicy wszystkich kościołów członkowskich – takie posiedzenie odbywa się przynajmniej raz w roku.

### Północnoamerykańska Konferencja Biskupów Starokatolickich
Północnoamerykańska Konferencja Biskupów Starokatolickich jest federacją organizacji kościelnych, zrzeszającą Kościoły o doktrynach liberalnej i postępowej. W skład Konferencji wchodzą Kościoły popierające udzielanie błogosławieństw parom homoseksualnym i sakramentu kapłaństwa dla kobiet. Struktura Konferencji w dużym stopniu przypomina Międzynarodową Konferencję Biskupów Starokatolickich Unii Utrechckiej. Unia Utrechcka nie utrzymuje kontaktów z tą unią.
Organizacja powstała w 2006 roku po serii konferencji teologicznych organizowanych z inicjatywy Polskiego Narodowego Kościoła Katolickiego, na których to dyskutowano w jaki sposób można identyfikować starokatolicyzm, w jaki sposób rozumieć problematykę eklezjologii katolickiej i wyświęcania kobiet. W konsekwencji tych spotkań w maju 2006 roku w Nowym Jorku odbyła się konferencja generalna kilku biskupów niezależnych Kościołów katolickich. Po trzech dniach obrad uchwalono preambułę oraz statut i zawiązano Konferencję Biskupów. Biskupi zgodzili się spotkać co najmniej dwa razy w roku i wzajemnie informować się o działalności swoich wspólnot. Z czasem jednak poszczególne Kościoły zaczęły się wycofywać z projektu lub ograniczać kontakty z innymi wspólnotami, widząc w nich konkurencje w misyjności i spełnianie interesów tylko najsilniejszych członków. Do Konferencji należą obecnie trzy małe Kościoły: Starokatolicka diecezja Napa, Amerykański Kościół Nowej Anglii i Starokatolicki Kościół Miłosierdzia.

### Ekumeniczna Wspólnota Katolicka (Ecumenical Catholic Communion)
Ekumeniczna Wspólnota Katolicka (Ecumenical Catholic Communion) to międzynarodowa konfederacja diecezji i wspólnot (parafii) katolickich, inspirowanych ruchem starokatolickim, zrzeszająca wspólnoty o poglądach zwanych reformowanym katolicyzmem. Kościoły zrzeszone w EWK charakteryzują się ustrojem synodalno-episkopalnym. Synod zawsze składa się z trzech izb: świeckich, duchownych i biskupów a decyzje podejmowane są przez konsensus tych trzech głosów. Kościoły zrzeszone w EWK praktykują gościnność eucharystyczną, święcenie kobiet oraz równość małżeńską (błogosławią związki tej samej płci). Zwierzchnikiem Ekumenicznej Wspólnoty Katolickiej jest wybierany przez Synod na czteroletnią kadencję Biskup Przewodniczący.
Pierwsza parafia ekumenicznych katolików to Parafia Św. Mateusza powstała w latach 80. XX wieku w Kalifornii, w USA. W roku 2003 wspólnoty, które do tej pory korzystały z posługi biskupiej proboszcza Parafii Św. Mateusza, Biskupa Piotra E. Hickmana, byłego pastora baptystycznego, który przyjął starokatolicyzm, podjęły decyzję o zacieśnieniu współpracy, przygotowały i podpisały Konstytucję Ekumenicznej Wspólnoty Katolickiej oraz powołały do życia zorganizowaną Wspólnotę. Obecnie EWK zrzesza ponad 10 000 członków we wspólnotach w USA, Belgii, Polsce, Litwie, Meksyku i Indiach. Jest stałym członkiem Narodowej Rady Kościołów oraz World Church Service. W Polsce Ekumeniczną Wspólnotę Katolicką reprezentuje Reformowany Kościół Katolicki w Polsce.

### Episcopi vagantes
Episcopi vagantes to nazwa wspólna dla biskupów, którzy skupiają wokół siebie jedynie nieliczne prywatne grupki, a nie rzeczywiste parafie i nie mają prawnie uregulowanej organizacji kościelnej. Posługują się często przesadnie wyszukanymi tytułami, lecz pełnią urząd wyłącznie w swoim imieniu bez pełnomocnictw kościelnych, a przez to w sposób nieważny i bezprawny. Kościoły takie charakteryzują się jako starokatolickie, wyłącznie ze względu na to, że mimo katolickiej liturgii, nie uznają zwierzchnictwa papieża. Na świecie są ich setki, szczególnie w Stanach Zjednoczonych Ameryki i w Ameryce Południowej.

## Doktryna starokatolicka
Starokatolicy przyjmują eklezjologię, w której Kościół (jeden, święty, katolicki i apostolski) ma charakter episkopalno-koncyliarny. W tej teologii szczególne miejsce zajmują starokościelne zasady wiary pierwszego tysiąclecia. Starokatolicy odrzucają władzę papieską, przyznając biskupowi Rzymu jego dawny, historyczny prymat (primus inter pares), przyjęty przez sobory ekumeniczne i Ojców Kościoła. W tym kierunku prowadzone są badania teologiczne, odwołujące się do niepodzielnego Kościoła pierwszego tysiąclecia oraz odnowy katolicyzmu w XIX w. (J.M. Sailer i H. v. Wassenberg, aż do J.A. Mohlera i A. Gunthera); to tu tworzona jest przestrzeń, która umożliwia spotkanie teologów starokatolickich, prawosławnych i rzymskokatolickich.
Większość teologów starokatolickich to przedstawiciele teologii historycznej, którzy do istotnych problemów współczesnej refleksji teologicznej zaliczali problem władzy i autorytetu (prymatu i nieomylności papieża) oraz stosunek Kościołów lokalnych do Kościoła Powszechnego.
Starokatolicy podkreślają normatywne znaczenie zasad wiary starego Kościoła pierwszego tysiąclecia, zawartych w artykułach Symbolu wiary, w nauce Ojców Kościoła i w orzeczeniach dogmatycznych pierwszych soborów powszechnych: Nicea (325 r.), Konstantynopol (381 r.), Efez (431 r.), Chalcedon (451 r.), Konstantynopol (553 r. i 680 r.), a także Nicea (787 r.) – określając wspólną świadomość wiary jednego, świętego, katolickiego i apostolskiego Kościoła, dających wyraz jedności wszystkich Kościołów lokalnych w jednym świętym Ciele Chrystusa. Do Tradycji apostolskiej należą: kanon Pisma Świętego, najstarsze wyznanie wiary, potrójny urząd kościelny (biskup, prezbiter, diakon).
Pismo Święte jest bezsprzecznie główną regułą wiary, natomiast autentyczna Tradycja, to jest nieprzerwany, częściowo ustny, częściowo pisemny przekaz nauki, głoszonej najpierw przez Chrystusa, a następnie przez apostołów, jest autorytatywny (zgodnie z wolą Bożą) źródłem poznania dla wszystkich kolejnych pokoleń chrześcijan.

## Duchowość
W kulcie i liturgii – odnoszących się do Trójcy Przenajświętszej, Bożej Rodzicielki Maryi i Świętych – starokatolicyzm nie odbiega od wiary i tradycji powszechnego i apostolskiego Kościoła. W sprawowaniu tych świętych czynności posługuje się kalendarzem liturgicznym roku kościelnego.
Najwyższą cześć oddaje się Bogu w Trójcy Świętej Jedynemu: Ojcu, Synowi i Duchowi Świętemu – Najświętsza Ofiara, która jest uobecnieniem zbawczej Ofiary Chrystusa. W tekście o Świętej Eucharystii, który wspólnie przyjęła Teologiczna Komisja Prawosławno-Starokatolicka, występuje fragment: „Eucharystię ustanowił sam Pan. Przed Paschą, podczas Wieczerzy, wziął Pan chleb, odmówił modlitwę pochwalną, przełamał go, dał uczniom i rzekł: „To jest Ciało moje. Następnie wziął kielich i odmówiwszy dziękczynienie, dał im, mówiąc: Pijcie z niego wszyscy, bo to jest moja Krew Przymierza, która za was i za wielu będzie wylana na odpuszczenie grzechów. To czyńcie na moją pamiątkę” (por. Mt 26, 26-28; Mk 14, 22-25, Łk 22, 14-23; 1 Kor 11, 23-25)”. „(...) Kapłanem sprawującym każdą Eucharystię jest sam Pan. „Ty jesteś tym, który składa i który jest składany, który przyjmuje i który jest dzielony, Chrystus, nasz Pan” (Modlitwa do Hymnu cherubinów). „On jest kapłanem; On sam jest tym, który składa ofiarę i On sam jest darem składanym na ofiarę” (Augustyn, Civ. 10, 20; MPL 41, 298. Por. Ambroży, In Ps. 38 enarr. 25; MPL 14, 1051 n.; Patr. 9,38; PL 14,686)”.
Kościół Starokatolicki oddaje także cześć aniołom, apostołom, męczennikom, świętym. Przejawia się to m.in. w poświęcaniu kościołów ich imieniem, jak np. świętych apostołów Piotra i Pawła, świętego Józefa, świętej Anny, świętego Wawrzyńca, świętych Cyryla i Metodego, świętego Izydora, świętego Antoniego z Padwy, świętego Franciszka z Asyżu, świętej Magdaleny, św. Barbary itp., a także w umieszczaniu w kościołach figur i obrazów postaci świętych. W oddawaniu czci świętym Kościół Starokatolicki zachowuje właściwy umiar i powagę, a opierając się na prawdach wiary w świętych obcowanie, uznaje społeczność między ludem bożym na Ziemi a zbawionym w Niebie, przy czym jedynym Pośrednikiem między Bogiem a ludźmi jest Jezus Chrystus.
Reasumując, należy podkreślić, że ośrodkiem wiary i kultu uwielbienia w Kościele jest Bóg w Trójcy Osób (Bóg Ojciec, Syn Boży i Duch Święty), że wszystko jest przez Chrystusa, w Chrystusie, z Chrystusem, że On – Jezus Chrystus – jest jedynym naturalnym Pośrednikiem, Zbawicielem i Jemu należy się najwyższa chwała, cześć i uwielbienie. Liturgia starokatolicka – zawsze sprawowana w języku narodowym – jest zbliżona do liturgii Kościoła rzymskokatolickiego.

## Systematyka Kościołów Starokatolickich (wybór)

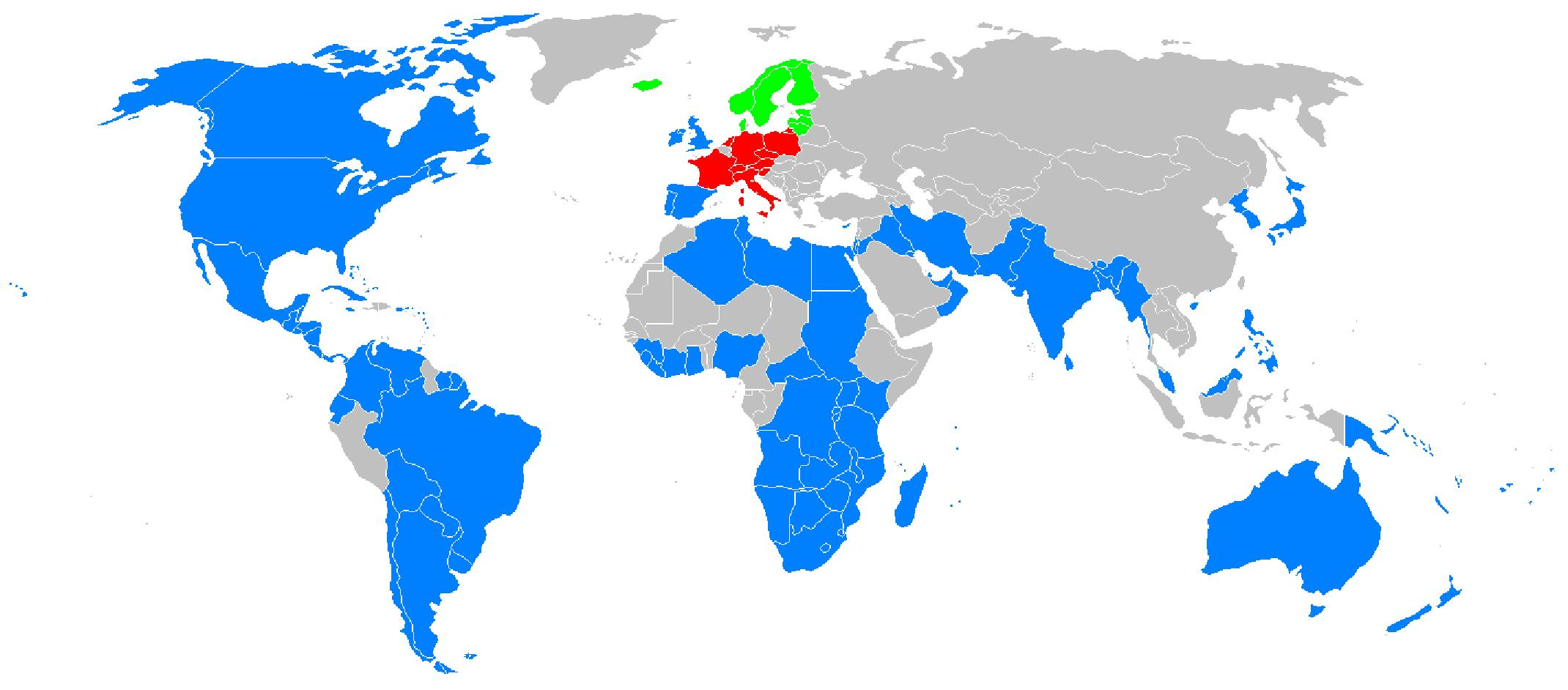
Interkomunia Kościołów Starokatolickich Unii Utrechckiej: członkowie (czerwony), Kościoły stowarzyszone (zielony), Wspólnota Anglikańska (niebieski)

- Interkomunia Kościołów Starokatolickich Unii Utrechckiej: członkowie (czerwony), Kościoły stowarzyszone (zielony), Wspólnota Anglikańska (niebieski)Kościoły członkowskie Unii Utrechckiej:
  - Kościół Chrześcijańskokatolicki w Szwajcarii
  - Kościół Polskokatolicki w RP
  - Kościół Starokatolicki Austrii
  - Kościół Starokatolicki w Holandii
  - Kościół Starokatolicki w Niemczech
  - Kościół Starokatolicki w Republice Czeskiej
- Kościoły stowarzyszone w Unii Utrechckiej:
  - Kościół Starokatolicki w Chorwacji
  - Kościół Starokatolicki w Szwecji i Danii
  - Kościół Starokatolicki Unii Utrechckiej we Włoszech
  - Misja Starokatolicka we Francji
- Kościoły związane ze Światową Radą Narodowych Kościołów Katolickich:
  - Apostolski Episkopalny Kościół Katolicki
  - Kościół Starokatolicki w Portugalii
  - Kościół Narodowy w Angoli
  - Kościół Starokatolicki na Słowacji
  - Kanadyjski Narodowy Kościół Katolicki
- Kościoły mariawickie:
  - Kościół Katolicki Mariawitów w RP
  - Kościół Katolicki Mariawitów w Argentynie
  - Kościół Katolicki Mariawitów we Francji
  - Kościół Katolicki Mariawitów w Kamerunie
  - Kościół Starokatolicki Mariawitów w RP
  - Kościół Starokatolicki Mariawitów w Ameryce Północnej
  - Pozajurysdykcyjny Zakon Mariawitów w Niemczech
- Kościoły związane z Ekumeniczną Wspólnotą Katolicką
  - Ekumeniczna Wspólnota Katolicka (Ecumenical Catholic Communion) w USA
  - Reformowany Kościół Katolicki w Polsce
  - Wikariat Belgii i Holandii Ekumenicznej Wspólnoty Katolickiej
- Inne Kościoły (wybór):
  - Kościół Starokatolicki w RP
  - Kościół Starokatolicki we Włoszech
  - Litewski Narodowy Kościół Katolicki
  - Polski Narodowy Kościół Katolicki
  - Katolicki Kościół Narodowy w Polsce
  - Polski Narodowy Katolicki Kościół w RP
  - Kościół Starokatolicki Ameryki Północnej
  - Narodowy Kościół Katolicki